# Championnats d'Europe de cyclisme sur piste juniors et espoirs 2011
Navigation
Championnats d'Europe 2010 Championnats d'Europe 2012
Les Championnats d'Europe de cyclisme sur piste juniors et espoirs 2011 se sont déroulés du 26 au 31 juillet 2011 à Anadia au Portugal.

## Résultats

### Juniors
| Épreuves               | Or                                                                      | Or             | Argent                                                              | Argent         | Bronze                                                             | Bronze         |
| ---------------------- | ----------------------------------------------------------------------- | -------------- | ------------------------------------------------------------------- | -------------- | ------------------------------------------------------------------ | -------------- |
| Épreuves masculines    |                                                                         |                |                                                                     |                |                                                                    |                |
| Kilomètre              | Benjamin Edelin France                                                  | 1 min 03 s 867 | José Moreno Sánchez Espagne                                         | 1 min 04 s 993 | Benjamin König Allemagne                                           | 1 min 05 s 008 |
| Keirin                 | John Paul Royaume-Uni                                                   |                | Max Niederlag Allemagne                                             |                | Julien Palma France                                                |                |
| Vitesse individuelle   | John Paul Royaume-Uni                                                   |                | Nikita Shurshin Russie                                              |                | Max Niederlag Allemagne                                            |                |
| Vitesse par équipes    | France Benjamin Edelin Anthony Jacques Julien Palma                     | 46 s 256       | Allemagne Max Niederlag Benjamin König Pascal Ackermann             | 46 s 452       | Russie Alexander Sharapov Nikita Shurshin Victor Nenastin          | 46 s 723       |
| Poursuite individuelle | Jonathan Dibben Royaume-Uni                                             | 3 min 19 s 018 | Owain Doull Royaume-Uni                                             | 3 min 24 s 223 | Kévin Lesellier France                                             | 3 min 22 s 363 |
| Poursuite par équipes  | Grande-Bretagne Jonathan Dibben Owain Doull Samuel Lowe Joshua Papworth | 4 min 11 s 762 | Russie Royan Iulev Aleksey Ryabkin Andrey Sazanov Eugeny Zateshilov | 4 min 19 s 240 | France Thomas Boudat Marc Fournier Kévin Lesellier Maxime Piveteau | 4 min 12 s 641 |
| Américaine             | Suisse Stefan Küng Théry Schir                                          | 13 pts         | Tchéquie Jan Kraus František Sisr                                   | 11 pts         | Belgique Jonas Rickaert Otto Vergaerde                             | 9 pts          |
| Course aux points      | Julio Amores Espagne                                                    | 37 pts         | Théry Schir Suisse                                                  | 34 pts         | Joshua Papworth Royaume-Uni                                        | 33 pts         |
| Scratch                | Yoän Vérardo France                                                     |                | Marc Sarreau France                                                 |                | Samuel Lowe Royaume-Uni                                            |                |
| Omnium                 | Ahmet Örken Turquie                                                     | 22 pts         | Jasper De Buyst Belgique                                            | 22 pts         | Owain Doull Royaume-Uni                                            | 28 pts         |
| Épreuves féminines     |                                                                         |                |                                                                     |                |                                                                    |                |
| 500 mètres             | Anastasiia Voinova Russie                                               | 35 s 245       | Victoria Williamson Royaume-Uni                                     | 36 s 185       | Elis Ligtlee Pays-Bas                                              | 36 s 213       |
| Keirin                 | Anastasiia Voinova Russie                                               |                | Stella Tomassini Italie                                             |                | Lisa Gamba Italie                                                  |                |
| Vitesse individuelle   | Anastasiia Voinova Russie                                               |                | Victoria Williamson Royaume-Uni                                     |                | Tamara Balabolina Russie                                           |                |
| Vitesse par équipes    | Russie Anastasiia Voinova Tamara Balabolina                             | 35 s 497       | Grande-Bretagne Victoria Williamson Jessica Crampton                | 35 s 720       | Pologne Dominika Borkowska Urszula Los                             | 36 s 668       |
| Poursuite individuelle | Aleksandra Chekina Russie                                               | 2 min 28 s 001 | Elinor Barker Royaume-Uni                                           | 2 min 30 s 787 | Beatrice Bartelloni Italie                                         | 2 min 32 s 297 |
| Poursuite par équipes  | Italie Beatrice Bartelloni Maria Giulia Confalonieri Chiara Vannucci    | 3 min 32 s 887 | Russie Aleksandra Chekina Gulnaz Badykova Svetlana Kashirina        | 3 min 36 s 998 | France Eugénie Duval Éloïse Bec Valentine Mori                     | 3 min 33 s 679 |
| Course aux points      | Maria Giulia Confalonieri Italie                                        | 22 pts         | Svetlana Kashirina Russie                                           | 17 pts         | Kelly Markus Pays-Bas                                              | 13 pts         |
| Scratch                | Irene Usabiaga Espagne                                                  |                | Alina Bondarenko Russie                                             |                | Kelly Markus Pays-Bas                                              |                |
| Omnium                 | Chiara Vannucci Italie                                                  | 20 pts         | Alina Bondarenko Russie                                             | 20 pts         | Laudine Genée France                                               | 24 pts         |

### Espoirs
| Épreuves               | Or                                                                     | Or             | Argent                                                                    | Argent           | Bronze                                                       | Bronze           |
| ---------------------- | ---------------------------------------------------------------------- | -------------- | ------------------------------------------------------------------------- | ---------------- | ------------------------------------------------------------ | ---------------- |
| Épreuves masculines    |                                                                        |                |                                                                           |                  |                                                              |                  |
| Kilomètre              | Quentin Lafargue France                                                | 1 min 02 s 142 | Joachim Eilers Allemagne                                                  | 1 min 02 s 573   | Eric Engler Allemagne                                        | 1 min 03 s 197   |
| Keirin                 | Stefan Bötticher Allemagne                                             |                | Joachim Eilers Allemagne                                                  |                  | Marc Schröder Allemagne                                      |                  |
| Vitesse individuelle   | Stefan Bötticher Allemagne                                             |                | Charlie Conord France                                                     |                  | Callum Skinner Royaume-Uni                                   |                  |
| Vitesse par équipes    | Allemagne Erik Balzer Stefan Bötticher Joachim Eilers                  | 44 s 477       | Grande-Bretagne Philip Hindes Peter Mitchell Callum Skinner               | 44 s 930         | Russie Aleksei Tkachev Vadim Berbenyuk Denis Shurshin        | 44 s 790         |
| Poursuite individuelle | Artur Ershov Russie                                                    | 4 min 26 s 276 | Sergey Chernetskiy Russie                                                 | rejoint          | Albert Torres Espagne                                        | 4 min 31 s 544   |
| Poursuite par équipes  | Russie Sergey Chernetskiy Artur Ershov Maxim Kozyrev Kirill Sveshnikov | 4 min 05 s 120 | Grande-Bretagne Mark Christian Samuel Harrison Joseph Kelly Erick Rowsell | 4 min 08 s 445   | Suisse Olivier Beer Silvan Dillier Jan Keller Cyrille Thièry | 4 min 07 s 613   |
| Américaine             | Suisse Silvan Dillier Cyrille Thièry                                   | 5 pts          | Italie Elia Viviani Davide Cimolai                                        | 16 pts (-1 tour) | Pays-Bas Yoeri Havik Nick Stöpler                            | 14 pts (-1 tour) |
| Course aux points      | Elia Viviani Italie                                                    | 54 pts         | Nick Stöpler Pays-Bas                                                     | 42 pts           | Jonathan Mould Royaume-Uni                                   | 38 pts           |
| Scratch                | Davide Cimolai Italie                                                  |                | Luke Rowe Royaume-Uni                                                     |                  | Viktor Shmalko Russie                                        |                  |
| Omnium                 | Elia Viviani Italie                                                    | 25 pts         | Roy Eefting Pays-Bas                                                      | 27 pts           | Moreno De Pauw Belgique                                      | 31 pts           |
| Épreuves féminines     |                                                                        |                |                                                                           |                  |                                                              |                  |
| 500 mètres             | Jessica Varnish Royaume-Uni                                            | 34 s 596       | Rebecca James Royaume-Uni                                                 | 35 s 017         | Victoria Baranova Russie                                     | 35 s 038         |
| Keirin                 | Victoria Baranova Russie                                               |                | Olivia Montauban France                                                   |                  | Ekaterina Gnidenko Russie                                    |                  |
| Vitesse individuelle   | Victoria Baranova Russie                                               |                | Olivia Montauban France                                                   |                  | Jessica Varnish Royaume-Uni                                  |                  |
| Vitesse par équipes    | Grande-Bretagne Rebecca James Jessica Varnish                          | 33 s 912       | Russie Elena Brezhniva Ekaterina Gnidenko                                 | 34 s 341         | Pologne Malgorzata Wojtyra Natalia Rutkowska                 | 35 s 252         |
| Poursuite individuelle | Laura Trott Royaume-Uni                                                | 3 min 34 s 186 | Katarzyna Pawłowska Pologne                                               | rejointe         | Eugenia Bujak Pologne                                        | 3 min 45 s 057   |
| Poursuite par équipes  | Grande-Bretagne Katie Colclough Danielle King Laura Trott              | 3 min 22 s 222 | Pologne Eugenia Bujak Katarzyna Pawłowska Malgorzata Wojtyra              | rejointe         | Russie Alexandra Goncharova Elena Lichmanova Lidia Malakhova | 3 min 33 s 307   |
| Course aux points      | Valentina Scandolara Italie                                            | 40 pts         | Katie Colclough Royaume-Uni                                               | 30 pts           | Katarzyna Pawłowska Pologne                                  | 29 pts           |
| Scratch                | Laura Trott Royaume-Uni                                                |                | Malgorzata Wojtyra Pologne                                                |                  | Shannon McCurley Irlande                                     |                  |
| Omnium                 | Malgorzata Wojtyra Pologne                                             | 15 pts         | Danielle King Royaume-Uni                                                 | 16 pts           | Laura van der Kamp Pays-Bas                                  | 31 pts           |

## Tableau des médailles
| Rang  | Nation      | Or | Argent | Bronze | Total |
| ----- | ----------- | -- | ------ | ------ | ----- |
| 1     | Royaume-Uni | 9  | 10     | 6      | 25    |
| 2     | Russie      | 9  | 8      | 7      | 24    |
| 3     | Italie      | 7  | 2      | 2      | 11    |
| 4     | France      | 4  | 4      | 5      | 13    |
| 5     | Allemagne   | 3  | 5      | 4      | 12    |
| 6     | Espagne     | 2  | 1      | 1      | 4     |
| -     | Suisse      | 2  | 1      | 1      | 4     |
| 8     | Pologne     | 1  | 3      | 4      | 8     |
| 9     | Turquie     | 1  | 0      | 0      | 1     |
| 10    | Pays-Bas    | 0  | 2      | 5      | 7     |
| 11    | Belgique    | 0  | 1      | 2      | 3     |
| 12    | Tchéquie    | 0  | 1      | 0      | 1     |
| 13    | Irlande     | 0  | 0      | 1      | 1     |
| Total | Total       | 38 | 38     | 38     | 114   |